# Жолнин, Сергей Андреевич
Сергей Андреевич Жолнин — советский хозяйственный, государственный и политический деятель.

## Биография
Родился в 1902 году. Член ВКП(б).
С 1943 года — на хозяйственной, общественной и политической работе. В 1943—1965 гг. — 1-й секретарь Бауманского районного комитета ВКП(б), 1-й секретарь Сталинского районного комитета ВКП(б), секретарь Московского городского комитета ВКП(б), 3-й секретарь Московского областного комитета ВКП(б), 2-й секретарь Московского областного комитета ВКП(б), директор завода, начальник Главного управления Министерства электропромышленности СССР, уполномоченный Министерства внешней торговли СССР в Австрии, торговый представитель СССР в Румынии, в центральном аппарате Министерства внешней торговли СССР.
Избирался депутатом Верховного Совета РСФСР 2-го созыва.
Умер в 1982 году.